# ابيضاض الدم المزمن

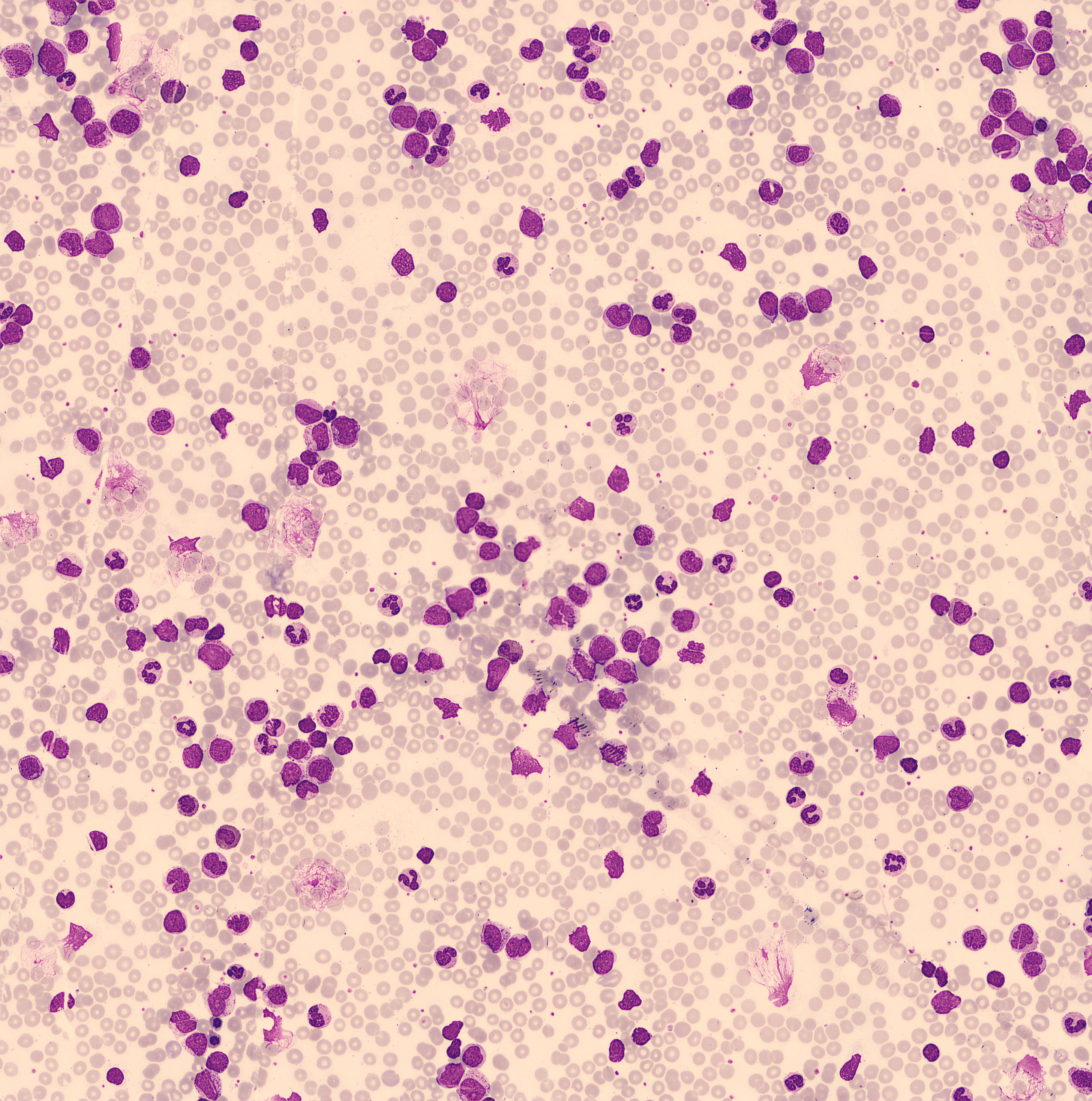
مرحلة التسارع في ابيضاض الدم المزمن

ابيضاض الدم المزمن هو زيادة خلايا الدم البيضاء غير الطبيعية. ويختلف عن ابيضاض الدم الحاد، وعاد ما يتم تصنيفه لنقوي المنشأ أو لمفاوي المنشأ.
قد يشير ابيضاض الدم إلى:
- ابيضاض الدم النقوي المزمن
- ابيضاض الدم الليمفاوي المزمن
- الابيضاض المُشَعَّر الخلايا